# جیان پائولیستا
جیان پائولیستا (به پرتغالی: Jean Francisco Rodrigues) مهاجم، هافبک اهل برزیل است که در شهر Sertãozinho و در تاریخ ۲۸ نوامبر ۱۹۷۷ به دنیا آمده‌است.
جیان پائولیستا در تیم‌های فوتبال Corinthians-AL سابقهٔ حضور دارد.